# Maná (banda)
Maná es una banda mexicana de rock en español formada en 1986 en Guadalajara, Jalisco. Actualmente, la integran Fher Olvera (voz líder, guitarra rítmica y armónica), Juan Calleros (bajo y contrabajo), Álex González (batería y voz) y Sergio Vallín (guitarra y voz). Ha vendido más de 50 millones de discos en todo el mundo.
La banda ha ganado cuatro premios Grammy, Nueve Premios Grammy Latinos, cinco MTV Video Music Awards Latinoamérica, cinco Premios Juventud, veinticuatro Premios Billboard de la Música Latina, un Premio Billboard Icono y quince de los Premios Lo Nuestro. Además, ha obtenido múltiples premios por su labor a favor del cuidado del ambiente. En 2012, los integrantes de Maná dejaron su huella en el paseo del Rock en Hollywood, California, Estados Unidos. Posteriormente, el 11 de febrero de 2016, Maná se convirtió en la primera banda de rock en español de la historia en recibir una estrella en el paseo de la fama de Hollywood, en reconocimiento a su trayectoria artística.
En 2018, la Academia Latina de la Grabación (Latin Grammy) le rindió homenaje a Maná por su trayectoria musical, convirtiéndose en la primera agrupación latina en recibir ese honor.
Su música fusiona diferentes estilos musicales como rock suave, rock progresivo, pop latino, balada, ritmos latinos, hard rock, ska y reggae. En un principio recibieron el éxito comercial internacional en México, Colombia, Australia, Sudáfrica, Turquía, Alemania, Israel, la India, Vietnam y España, y desde entonces han ganado popularidad y la exposición en toda Latinoamérica, los Estados Unidos, Europa, Asia y el Oriente Medio.

## Historia

### Sombrero Verde

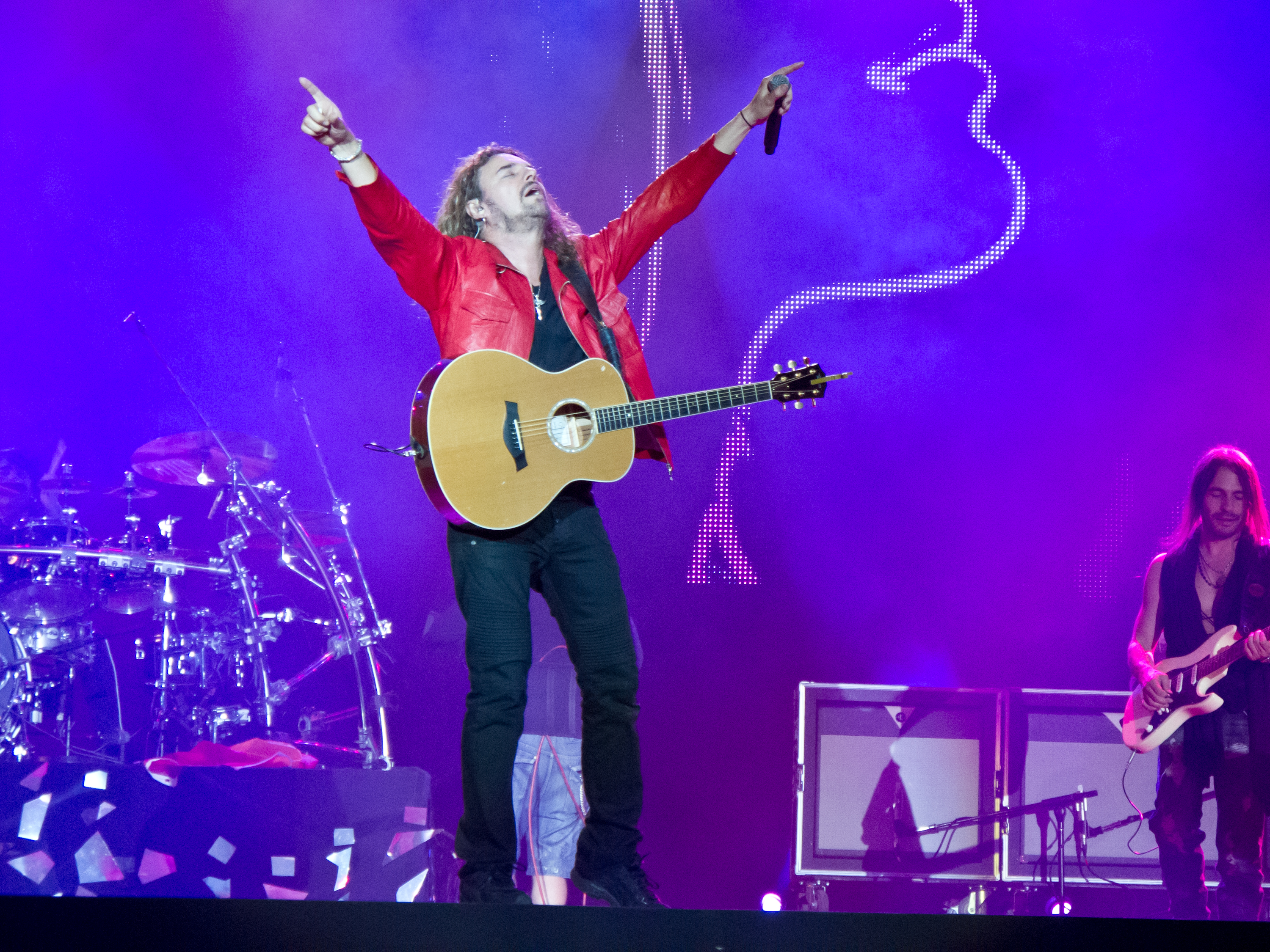
Fher, vocalista de la banda.

Los orígenes de Maná se remontan a una banda musical llamada Sombrero Verde, cuyos integrantes Fher Olvera, como voz, Gustavo Orozco, a la guitarra eléctrica, y los hermanos Calleros, Juan, al bajo, Ulises, a la guitarra eléctrica y Abraham, a la batería, eran originarios de Guadalajara. En un inicio tocaban en bares. En 1978 decidieron juntarse para tocar distintos temas de bandas a las que admiraban, entre ellas las británicas como The Beatles, Led Zeppelin, The Police, The Rolling Stones, entre otras. Inicialmente, se hacían llamar The Green Hat Spies, pero pronto el nombre se abrevió a Green Hat y, finalmente, se adaptó al español como Sombrero Verde, ya que la banda deseaba tocar rock en su propio idioma, siendo de las primeras bandas en aventurarse a componer sus propias canciones aún cuando el rock en español no era una tendencia.
En 1981 lanzaron su primer álbum, Sombrero verde, con el sello Ariola; los sencillos del álbum fueron "Vampiro", "Profesor", "Long time" y "Despiértate". Con este álbum la banda logró escaso éxito.
En 1983 lanzaron su segundo álbum, A tiempo de rock; los sencillos del álbum fueron "Laura", "Hechos nada más" y "Me voy al mar". Con este álbum la banda también logró escaso éxito.
En 1984, Abraham Calleros, baterista de la banda, decide dejarla para continuar su carrera musical en Estados Unidos. La banda decide poner un anuncio en el periódico solicitando un nuevo integrante, gracias a esto encuentran al joven baterista de origen cubano-colombiano, Álex González, nacido en Miami.
La vida de Sombrero Verde continuó hasta 1986, cuando el guitarrista Gustavo Orozco decide también abandonar la banda para concentrarse en sus estudios académicos. Al quedar de nuevo la banda como cuarteto, Fher decide cerrar la historia de Sombrero Verde y formar una nueva banda, la cual es conocida hoy en día como Maná, ya que Fher quería que esta banda fusionara el rock y el pop con los ritmos latinos.
En esa época comenzó en México el movimiento denominado «Rock en tu idioma», una estrategia comercial de algunas compañías discográficas encaminada a llamar la atención de los jóvenes para desarrollar música rock en español. La tendencia, importada de Argentina y España, estaba avalada por el trabajo pionero de bandas como Mecano, Soda Stereo, Enanitos Verdes, Olé Olé, Los Prisioneros, Nacha Pop, La Unión, Radio Futura, Hombres G y Zas (la banda de Miguel Mateos); como consecuencia de ello, aparecieron varias bandas mexicanas formadas por jóvenes con influencias musicales de bandas estadounidenses y europeas. Surgieron así las bandas líderes del movimiento en México: Caifanes, Maldita Vecindad, Café Tacuba y, entre ellas, Maná, quienes lograrían éxito no solo a nivel local sino también internacionalmente.

### Maná (1987)
En medio de este inicio, la banda adoptó el nombre que le daría proyección internacional: «Maná». El nombre de la banda fue elegida por el significado que tiene la palabra en polinesio: «energía positiva».
En 1987, la banda firmó con la discográfica Polygram y publicó su primer álbum llamado Maná, que afianzaría el movimiento Rock en tu idioma; entre sus sencillos, estaban 10 canciones.
La formación para la grabación de este álbum consistía en Fernando Olvera como vocalista, los hermanos Calleros: Ulises Calleros a la guitarra y Juan Calleros en el bajo dejando en la batería a Álex "el Animal" González.
A pesar de haber obtenido cierto éxito, esa primera grabación como Maná no dejó del todo satisfechos a los miembros de la banda. El deseo de mantener la identidad de la banda frente a los intereses comerciales y el cierre de la división latina de su disquera, llevaron a Maná a quedarse sin casa discográfica por un tiempo.

### Falta Amor (1990)
Tras la frustración generada por el anterior trabajo, que llevó a los miembros del grupo a plantearse su disolución ante el futuro incierto, la banda trabaja en nuevos demos y hace sus propias grabaciones. Busca una nueva compañía discográfica y con el apoyo del productor Pepe Quintana logran firmar con Warner Music México.
Tras la mala experiencia del primer álbum, Fher y Álex eran conscientes de los riesgos que implicaba ponerse en las manos de un productor que no entendía el concepto de la banda ni su propuesta artística, por lo que optaron por iniciarse en un camino del cual no se han apartado desde entonces: asumir ellos la producción de todos sus discos.
Con esa idea en mente lanzan su segundo álbum Falta amor (1990), que no obtiene éxito hasta un año después de su lanzamiento gracias al sencillo “Rayando el sol”, el cual se convierte en el primer gran éxito para Maná; los sencillos “Perdido en un barco”, “Estoy agotado” y “Buscándola” llegan también al gusto de la gente.
La banda realiza 112 presentaciones en México y su primer concierto multitudinario fuera de las fronteras de su país, en el Coliseo General Rumiñahui de Quito, Ecuador. Fue gracias a esta presentación que la banda se dio cuenta de su potencial que podían tener a nivel internacional.

### ¿Dónde jugarán los niños?(1992)

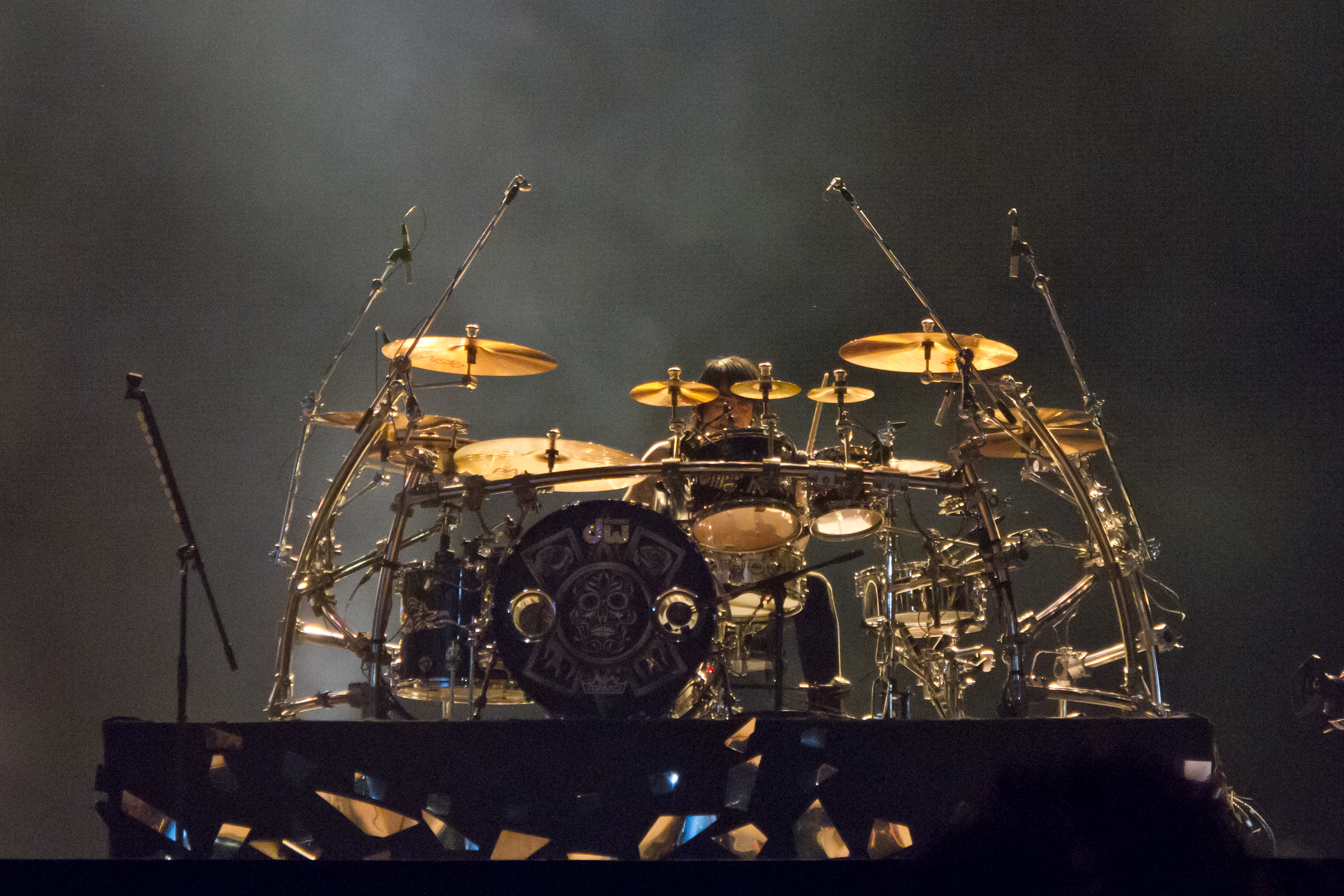
Álex, baterista del grupo.

En 1991, Maná afronta el primer cambio en su alineación con la salida de Ulises Calleros, quien desde entonces se dedica a representar a la banda. Eso significó la llegada de dos nuevos miembros: el tecladista Iván González y el guitarrista César “El Vampiro” López. Con esa nueva formación graban en Los Ángeles en el año 1992 su tercer álbum, ¿Dónde jugarán los niños?, álbum que constituye un auténtico éxito en la historia de la banda y en la del rock en español, manteniéndose durante 97 semanas en la lista Billboard de los discos más vendidos de Latinoamérica. El disco fue lanzado al mercado el 27 de octubre de 1992. Actualmente ¿Dónde Jugarán Los Niños? Ha vendido más de 10 000 000 de copias en todo el mundo, siendo el álbum más vendido en la historia del rock en español.
Ocho sencillos de esta producción encabezaron las listas de popularidad en toda Latinoamérica y se han convertido en temas clásicos de su repertorio: “De pies a cabeza”, “Oye mi amor”, “Vivir sin aire”, “¿Dónde jugarán los niños?”, “Como te deseo”, “Te lloré un río”, “Cómo diablos” y “Me vale”.
La globalización de Maná se inicia en 1993, con una maquinaria promocional de primer nivel y una serie de 268 conciertos en más de 17 países. La gira fue un éxito y posicionó a la banda entre la comunidad latina de Estados Unidos y en mercados como Chile y Argentina.
España y Argentina, dos territorios históricamente difíciles de alcanzar para artistas latinos no nativos, fueron también conquistados por el fenómeno Maná gracias a que el tema “Vivir sin aire” alcanzó el primer lugar en las listas de popularidad de ambos países, lo cual no había sucedido en 26 años. Este mismo tema se hace merecedor al premio MTV Latino Vídeo Music Award como mejor video del año.
En abril de 1994 y por diferencias artísticas y profesionales, César “El Vampiro” López e Iván González dejan Maná a la mitad de la gira. Por un segundo, el futuro de la banda y su gira estuvo en duda, pero pronto demostraron que la fórmula de la banda y su esencia seguía intacta. Para acabar la gira contrataron a los músicos Juan Carlos Toribio como apoyo en teclados, Gustavo Orozco en guitarra y Sheila Ríos en coros.

### Maná En Vivo (1994)
Con su nuevo y bien merecido estatus en la escena del rock en español de manera internacional, el trío compuesto por Fher, Álex y Juan lanza su primer álbum en vivo llamado Maná en vivo el 13 de diciembre de 1994. La idea de lanzar un disco de sus conciertos surge como un medio para capturar la energía y revivir cada momento, cada gota de adrenalina y sudor que forman parte de la magia de las presentaciones de Maná.
El disco fue grabado entre agosto y septiembre de 1994, durante las presentaciones de la banda en el Universal Amphitheatre de Los Ángeles, la San Diego Sports Arena en San Diego, el Aragon Theatre en Chicago, el Teatro Gran Rex en Buenos Aires, el Estadio Nacional de Chile en Santiago y la Sala Estándar en Barcelona. Una vez más, la revista Billboard los galardonó con el premio al mejor Álbum Rock/Pop del Año.

### Cuando Los Ángeles Lloran(1995)
Deseosos de regresar a su formación original como cuarteto, Maná tiene el tercer y último cambio en su alineación. La banda audiciona a más de 80 guitarristas de México, Argentina, Chile y Estados Unidos, hasta que finalmente en Aguascalientes, México, encuentran el talento que buscaban en Sergio Vallín, cuya sensibilidad, técnica y versatilidad vienen a darle un lustre distinto al sonido de las guitarras en las producciones de la banda. Con esa nueva formación y con demos hechos en Guadalajara y Puerto Vallarta, graban su cuarto álbum Cuando los ángeles lloran, entre Los Ángeles y Puerto Vallarta en 1994, que después fue lanzado el 25 de abril de 1995. Esta producción, lanzada tres años después de ¿Dónde jugarán los niños? se distingue por una notable evolución en la lírica y el sonido de la banda. Los sencillos “Como un perro enloquecido”, “Hundido en un rincón“, “Cuando los ángeles lloran“, “Déjame entrar” y “No ha parado de llover” no solo representaron un éxito en la radio, sino que los vídeos correspondientes tuvieron una gran rotación en los canales de música y ganaron diversos premios por su calidad.
El disco les permitió una primera nominación a los premios Grammy, el más importante en la industria discográfica.
Con el estandarte de un nuevo disco, la banda inicia su nueva gira el 12 de mayo de 1995, con un total de 52 conciertos realizados en 13 países, esto en un período de menos de 5 meses, lo cual mostró el fenómeno que para ese momento ya significaba Maná.
Durante su visita a España en ese mismo año, la banda se presentó en la Plaza de Toros de Las Ventas junto a Revólver y La Unión, donde el público recibió a la banda con los brazos abiertos. La gira Cuando los ángeles lloran significó para la banda llenos absolutos en cada plaza que visitaban.
Otros logros fueron la inclusión de Maná en el festival de jazz de Montreaux y la conferencia Midem, que tuvieron lugar en Suiza y Francia, respectivamente, algo nunca antes alcanzado. También participaron con un tema en la película My Family, a petición del director Francis Ford Coppola.
Maná ha expresado interés en los problemas que el planeta está enfrentando en materia de ecología, por lo que en septiembre de 1995 crearon la Fundación Ecológica Selva Negra, con el objetivo de crear conciencia sobre el tema. (www.selvanegra.org.mx)
A mediados de abril de 1996, la banda continuó una extensa y esperada gira por todo México.
Durante la segunda mitad de 1996, la banda se aventuró en una gira de 17 conciertos con localidades agotadas en Boston, San Diego, Washington D. C., Santa Bárbara, Nueva York, Atlanta, Chicago, Nueva Orleans, Sacramento, Miami, San José, Phoenix, San Bernardino, Tucson, Anaheim y Las Vegas. Dicha gira les valió importantes artículos en prestigiosas revistas como Rolling Stone, Time, Details, People Magazine, Newsweek y Pollstar.
El 7 de septiembre de 1996, la banda se presentó dos noches con localidades agotadas en el James Knight Center de Miami, logro nunca antes alcanzado por una banda latina de rock en español. La producción le valió a la banda el premio Billboard al Mejor Álbum de Rock/Pop Latino, lo cual fijó un récord de 6 premios Billboard recibidos en un periodo de 3 años.
Después de sus presentaciones en Estados Unidos la banda regresa a México, donde dan 2 exitosos conciertos en la plaza de toros de su natal Guadalajara. Durante su estadía en dicha ciudad, la banda dio una conferencia de prensa para anunciar el lanzamiento de su website; mientras la conferencia tenía lugar el sitio recibió 6000 entradas, una cifra sorprendente tomando en cuenta la época.
En marzo de 1997, la revista americana especializada en bateristas y la industria de este instrumento, Modern Drummer, publicó un artículo sobre Álex González, en la cual señala a Maná como todo un éxito dentro del rock pop latino en Estados Unidos, a la par de reconocer a Álex como uno de los mejores bateristas a nivel mundial dentro del género. Once años después, en marzo de 2008, Álex aparece de nuevo en la revista, pero esta vez en una extensa entrevista.

### Sueños líquidos(1997)

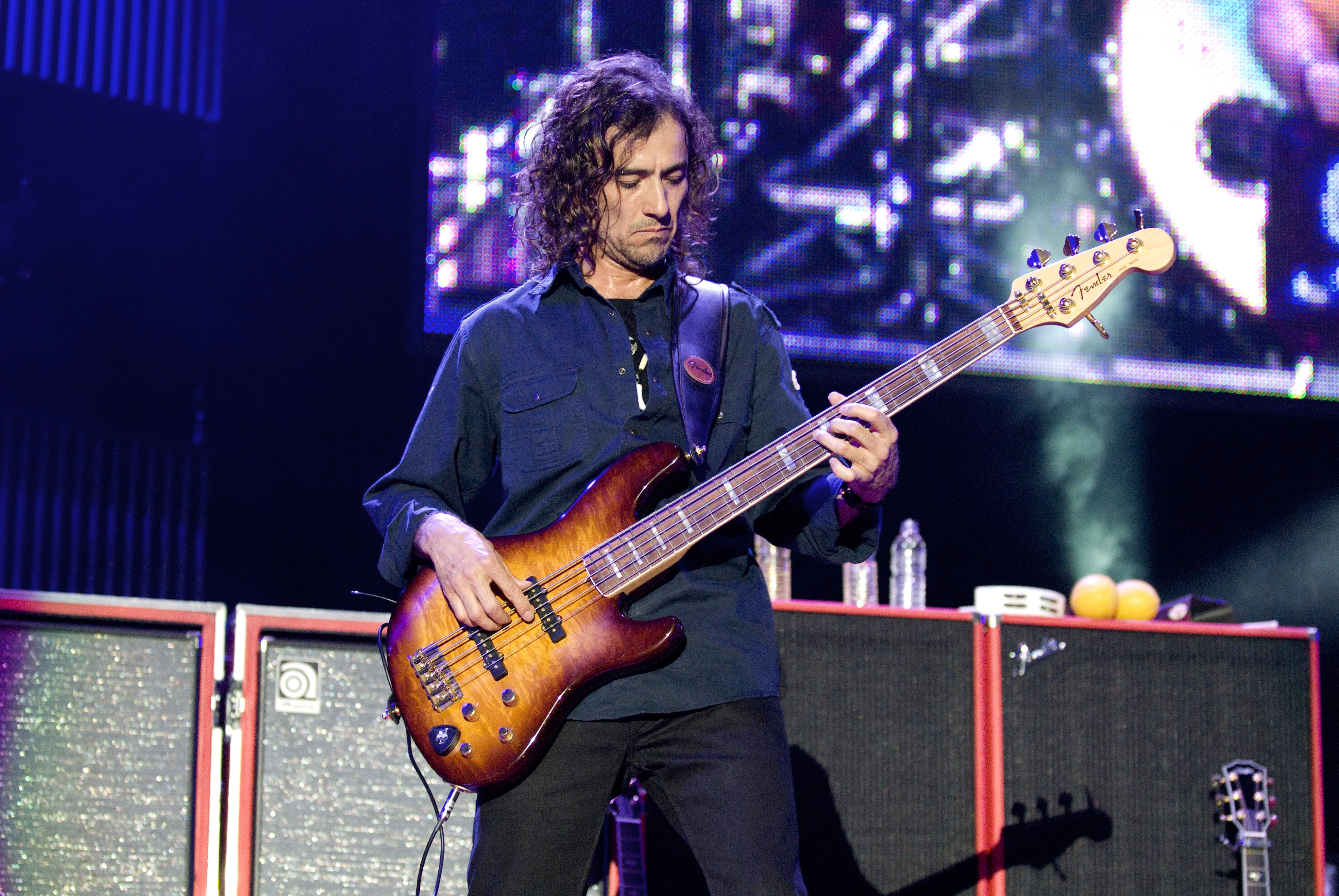
Juan, bajista del grupo.

Tras una favorable experiencia de su anterior grabación en Puerto Vallarta, sitio importantísimo en el atlas creativo de Maná, el grupo decide regresar para hacer los demos y la grabación de su próxima producción. Así, con la ambición de crear música en un ambiente donde el agua, elemento vital como pocos, tuviera una presencia contundente, Maná renta una hermosa casa con vista a Bahía de Banderas, en Conchas Chinas, y graban el disco Sueños líquidos en 1997.
Incontables atardeceres frente al océano fueron el marco idóneo para concebir Sueños Líquidos, álbum producido también por Fher y Álex, en colaboración con Benny Faccone. El resultado fue una energética mezcla de rock, pop y ritmos latinos que van desde el bosanova hasta el flamenco, pasando por la cadencia caribeña del reggae. Importantes sencillos como “En el Muelle de San Blas”, “Hechicera”, “Clavado en un bar” y “Como dueles en los labios” se desprenden de esta producción.
El disco salió al mercado en octubre de 1997 y fue lanzado simultáneamente en 36 países; debutó en primer lugar en el Billboard Hot Latin 50 Chart.
La producción sonó fuerte también en Estados Unidos y Maná se convirtió en la primera banda de rock en español que se presentó en El Show de Kathie Lee & Regis, emisión líder de audiencia en la televisión estadounidense.
El 30 de enero de 1998 la banda inició su gira más ambiciosa, Sueños Líquidos World Tour en Chile, para posteriormente visitar Uruguay y México. Tras una pausa de 4 semanas debido a que el baterista, Álex González, fue diagnosticado con hepatitis A, el grupo reanudó la gira por su natal México, donde ofrecieron 44 conciertos.
Entre las presentaciones que destacan en la gira Sueños Líquidos Tour 98 se encuentran las de Bolivia, Colombia, Perú, Costa Rica, Nicaragua, Venezuela, Chile, Puerto Rico, Honduras, y El Salvador.
Otras de las presentaciones más importantes son los conciertos en el Auditorio Nacional, recinto en el que Maná rompió récord, pues fue la primera ocasión en que una banda de este género se presenta siete veces consecutivas sobre este escenario.
De vital importancia para la carrera de Maná fue ser la primera banda de rock en español firmada por la agencia Creative Artist Agency (CAA), con ello Maná se unía a la importante lista de representados que incluía a Bon Jovi, AC/DC, Alanis Morissette, Eric Clapton, Madonna, Depeche Mode, Carlos Santana, Bob Dylan, George Michael, entre otros.
Su primera gira de la mano con CAA inició el 21 de agosto de 1998 en Los Ángeles y cubrió más de 30 ciudades con un total de 36 conciertos en arenas y anfiteatros, la mayoría de ellas con llenos totales. Importantes presentaciones tuvieron lugar en el Universal Amphitheatre de Los Ángeles y en el Rosemont Horizon Arena, donde rompen récord al ser el primer grupo de rock pop latino en agotar localidades.
Esta gira fue el más grande realizado por un grupo de rock pop latino en Estados Unidos.
La banda es nominada por sexta vez consecutiva a los premios que otorga la revista Billboard por Sueños Líquidos, dentro del rubro Mejor Álbum Pop Rock del Año, llevándose el cotizado premio.
En diciembre de 1998, Maná fue nominado por segunda vez a los Premios Grammy Americanos en la categoría Mejor Álbum Latino de Rock/Alternativo por Sueños Líquidos, premio al que se hicieron merecedores el 24 de febrero de 1999. Este es el primer Grammy otorgado a una banda de rock pop mexicana.
También en diciembre de 1998, Fher recibe una invitación por parte de Carlos Santana para participar en su nuevo material discográfico. Fher compone ¨Corazón espinado¨, tema con el cual se abren fronteras para la música latina, tras colocarse este sencillo en los primeros lugares de países europeos, asiáticos, y americanos. La grabación se realizó en las ciudades de Los Ángeles y San Francisco (California), en donde nació una gran amistad entre ambos músicos.
Como resultado de esta colaboración, Álex y Fher reciben el premio Grammy como productores y escritores de dicha canción, además de realizar junto a Santana una gira por Estados Unidos y México. El grupo compartió arenas, auditorios y estadios de Estados Unidos con Carlos Santana, en una extensa gira que daría comienzo el 29 de julio de 1999 en la ciudad de Houston Texas, seguida de varias presentaciones por diferentes ciudades de ese estado, para continuar en Phoenix, Tucson, San Diego, Anaheim, Mountain View, Concord, Sacramento, Seattle, Portland, Eugene, Boise, y Denver. Abriría los conciertos el grupo Ozomatli, seguidos de Maná y Carlos Santana alternando el orden de estos en cada una de sus presentaciones. Conciertos históricos se llevan a cabo en el Arrowhead Pond en Anaheim, donde el grupo realiza cuatro presentaciones donde agotaron las entradas.
La combinación de Maná y Carlos Santana dejó sin duda huella en el mercado de rock en español, como uno de los acontecimientos más grandes de la historia del género en los Estados Unidos. En total Maná y Santana habían realizado 43 presentaciones por Estados Unidos, Ciudad de México, Guadalajara, y Monterrey al finalizar la gira en diciembre de 1999.

### MTV "Unplugged"(1999)
La cadena de videos MTV llevaba varios años solicitando a Maná su participación en la serie de grabaciones Unplugged, sin que la banda hubiese podido acceder a la petición debido a los compromisos adquiridos previamente en sus grabaciones y extensas giras de conciertos.
Finalmente, se dieron las condiciones para realizar este proyecto, por lo que el 9 de marzo de 1999 la banda graba Maná Unplugged en Miami ante un íntimo público de 70 afortunados fanes. En dicho material el grupo incluye éxitos de su repertorio más 3 versiones en modalidad acústica; también contiene el interludio musical ¨Coladito¨, duelo de percusión entre Álex González y el músico invitado Luis Conte, donde se puede apreciar la destreza de ambos ejecutantes.
El 22 de junio de 1999 el material se lanza a la venta simultáneamente en todo el continente americano, alcanzando el primer lugar de ventas en el TOP 50 Latino de la revista Billboard, con lo cual la banda repite la hazaña de ser el único grupo de rock latino en lograrlo. Hasta el momento, este disco sigue siendo uno de los más vendidos para la cadena de televisión, además de que fue el primer artista latino en lanzar un material de este tipo (CD/DVD).
El primer sencillo que se desprendió de esta producción, tema original de Juan Gabriel, “Se me olvidó otra vez” permaneció durante más de 5 semanas consecutivas en el primer lugar en las listas de radio de gran parte de México y Latinoamérica. “Te solté la rienda”, del compositor José Alfredo Jiménez fue otro éxito sencillo que se obtuvo de esta grabación.
A principios de enero de 2000, Maná recibe la noticia de su nominación a los premios Grammy en la categoría de Mejor Álbum de Pop Latino por su disco MTV Unplugged, esta era la tercera vez consecutiva que el grupo estaba nominado a tan afamados premios.
La banda con muchas ganas de tocar arranca una gira por Sudamérica y el Caribe el 17 de marzo de 2000, visitando países como Argentina, Venezuela, Chile, Uruguay, Puerto Rico y República Dominicana; las presentaciones en la capital argentina lograron un éxito y expectación impresionante, tras ofrecer un concierto en el Estadio Ferro de Buenos Aires tan solo unas semanas después de haber realizado 2 conciertos previos en el Luna Park de esa misma ciudad; lo mismo sucedió en el Estadio Santa Laura, en Santiago de Chile. El resto de la gira lució con llenos totales en todos los lugares en donde Maná se presentó.
A mediados del mes de abril en la ciudad de Miami, se celebraron los premios Billboard a la Música Latina, en los cuales Maná recibe 2 premios importantes, el primero al Mejor Álbum de Rock Pop Latino por su producción MTV Unplugged, y el segundo premio para la Fundación Ecológica Selva Negra, denominado Spirit of Hope el cual se entrega únicamente a aquellos artistas que se han destacado por realizar acciones altruistas en pro del medio ambiente y de los derechos humanos.
En estas mismas fechas el grupo recibe un reconocimiento que por primera vez se les otorga, el premio que concede la cadena de alquiler y venta de videos y música más grande de los Estados Unidos, el BlockBuster Award al Mejor Artista Latino.
En el mes de junio Maná comienza su gira, denominada Tourriata, por España, visitando ciudades como: Buenavista del Norte (Tenerife), Pamplona, Zaragoza, Toledo, Santiago, Burgos, Palencia, Zamora, Barcelona, Madrid, Vitoria, San Sebastián, Gijón, La Coruña, Elche, San Javier (Murcia), Valencia, Sevilla, San Fernando y Málaga.
Cabe mencionar que en la capital española, las dos fechas en la plaza de toros Las Ventas fueron llenos totales, lo cual era una hazaña difícil aún para los artistas de origen español, y un logró nunca antes alcanzado por una banda o artista latino. En el resto de la gira que realizaron a lo largo y ancho de la península ibérica lograron igualmente ventas totales.
En el mes de septiembre el grupo asiste a la primera entrega del Grammy Latino, en donde junto con Carlos Santana interpretaron el tema “Corazón espinado”, siendo este unos de los momentos más memorables de la noche. En dicha ceremonia Maná resultó ganador de 3 Grammy por su participación en el álbum del guitarrista.
Durante su estancia en la ciudad de Los Ángeles, Maná es invitado a interpretar el tema “Corazón espinado” al lado de Carlos Santana en el programa de entrevistas número 1 de los Estados Unidos “The Tonight Show” con Jay Leno, quien reconoció a Maná como el grupo de rock pop latino más importante.
La banda no para y lanza el compilatorio titulado Grandes Maná, cuya edición se hizo solamente para Europa y Escandinavia; a escasas semanas de haber salido a la venta ocupó las primeras posiciones de la radio principalmente de la península itálica con el tema “En el Muelle de San Blas”. Con este suceso Maná visita en noviembre de 2001 por primera vez Italia, en una gira promocional en la cual realizan un escaparate en Milán para medios de comunicación, personalidades y público en general. Italia adoptó a Maná, la barrera del idioma se rompe y entran directos a los primeros lugares de la radio, apareciendo en las primeras planas de la prensa nacional Italiana.

### Revolución de amor(2002)

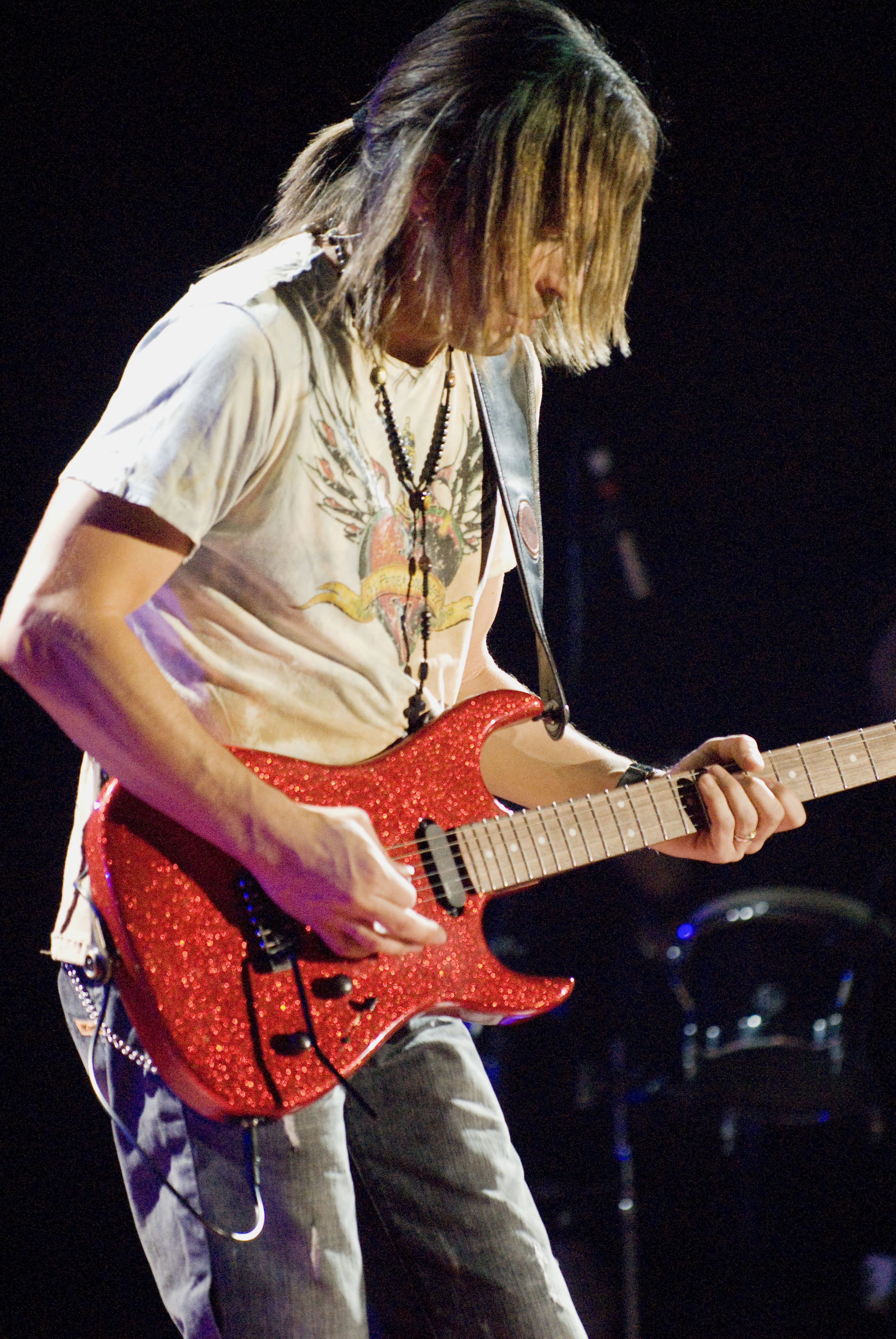
Sergio, guitarrista del grupo.

A principios de 2002 la banda se encierra para componer y hacer demos de lo que sería su próximo disco de estudio cinco años después del lanzamiento de Sueños líquidos. Lanzan Revolución de amor el 20 de agosto de 2002, disco en el que se muestra la búsqueda de la banda por mezclar su esencia con el sonido de rock de los años sesenta y setenta, además de otras fusiones de música latina. El resultado fue una colección de grabaciones completamente energéticas, con un sonido que privilegia el de las guitarras pero que no renuncia a la búsqueda y la fusión.
Este, su sexto álbum de estudio, fue grabado en su totalidad en Los Ángeles, entre febrero y mayo de 2002 y contó con la participación de Carlos Santana y su guitarra en el tema “Justicia, Tierra y Libertad”, así como la de Rubén Blades en “Sábanas frías”. Cabe destacar que el guitarrista del grupo, Sergio Vallín, participó cantando el tema “¿Por qué te vas?”, dedicado a sus padres.
Revolución de amor alcanzó el primer lugar en ventas en España, Latinoamérica y Estados Unidos durante cinco semanas consecutivas. Tuvo como sencillos más destacados “Ángel de amor”, “Eres mi religión” y “Mariposa traicionera”.
Gracias al éxito obtenido en Italia, el cantante Zucchero los invita a participar en la canción “Baila morena”, dueto que resulta todo un éxito tanto en América como en Europa. Maná le devuelve el gesto al cantante al invitarlo a participar en la canción “Eres mi religión” pero ahora en italiano, que luego fue incluida en una edición especial del disco Revolución de Amor editado en Europa.
El 29 de septiembre de 2002 Maná se aventura a una nueva gira de dos años que los pondría como nunca antes al mercado internacional. La gira llevó al grupo no solo a ciudades de Estados Unidos, México, Latinoamérica y España, sino a nuevas plazas como Roma, Milán, París, Berlín, Eifel, Núremberg, Múnich, Stuttgart, Hamburgo, Río de Janeiro y San Paulo.
La primera incursión de la banda en el difícil mercado brasileño se dio con llenos totales; lo mismo sucedió en sus presentaciones en Italia, Francia y Alemania donde alcanzaron un lugar entre los 30 mejores álbumes respecto a ventas. En total, el grupo realizó más de 100 conciertos en 24 países.
Durante su estancia por Europa, la banda participó en el especial Pavarotti & Friends al lado de Zucchero, donde se presentaron con estrellas de la talla de Bono, Eric Clapton, Lionel Ritchie, Queen, Deep Purple, Ricky Martin y Andrea Bocelli. Maná recibe dos nominaciones en la 4.ª entrega de los Grammy Latinos que se realizaron en Miami el 3 de septiembre de 2003, en las categorías de Mejor Ingeniería de Grabación para un Álbum y Mejor Álbum de Rock por un Dúo o Grupo, llevándose esta última premio.

### Esenciales(2003)
El 18 de noviembre de 2003 el grupo, cansado de tantos años de trabajo, decide tomar un año sabático y aprovechan para lanzar los recopilatorios Esenciales en tres versiones: Sol, Luna y Eclipse, que incluyen sus temas más exitosos y otras colaboraciones de la banda, como por ejemplo la versión de “Fool in the rain”, canción original de Led Zeppelin incluida en el tributo Encomium al legendario grupo inglés y donde Maná fue el único artista latino invitado. También se encuentra en la compilación la canción inédita “Te llevaré al cielo”, tema que se convirtió en todo un éxito, alcanzando rápidamente los primeros lugares de popularidad en radio y televisión.
A manera de agradecimiento a sus seguidores, deciden poner a la venta el 12 de diciembre de 2004 el DVD llamado Acceso Total, el cual incluye imágenes del Revolución de Amor Tour (2002-2003) más escenas nunca antes vistas en camerinos, permitiéndole a los fanes tener ‘acceso total’ a la experiencia que vive Maná en sus giras.

### Amar es combatir(2006)

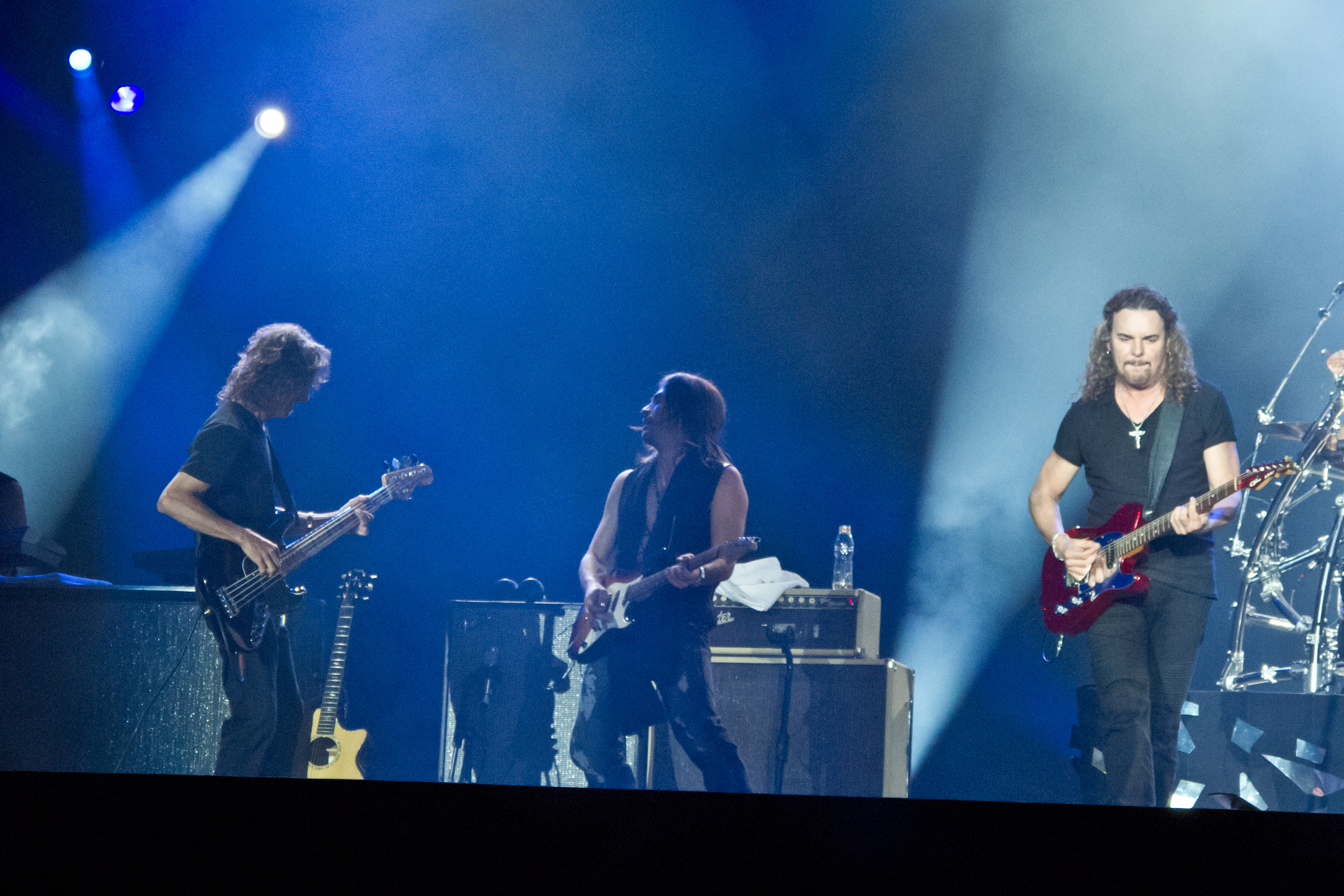
Juan, Sergio y Fher en concierto.

Casi 5 años habían pasado desde el último disco de estudio de la banda, Revolución de amor, por lo que ya corrían rumores y especulaciones sobre la separación del grupo. Lo que nadie sabía era que tras su año sabático y desde principios de 2005, Maná se reunió para empezar a componer su séptimo disco de estudio, Amar es combatir.
En febrero de 2006 la banda decide viajar a Miami, ciudad abrazada por el ambiente tropical y con una esencia latina que se respira en el aire, comunión idónea para inspirar la grabación de este CD en el que la banda llevó a cabo una fusión de rock, pop, música latina, reggae, hasta drum and bass. Producido por Fher y Álex, al igual que sus discos anteriores, Amar es combatir fue lanzado al mercado el 22 de agosto de 2006 y es editado en 40 países de todo el mundo, alcanzando el número 4 en el Top 200 Álbumes de la revista Billboard en los Estados Unidos, récord solamente alcanzado para una producción enteramente en español por el álbum Fijación oral vol. 1 de Shakira.
Su primer sencillo, “Labios compartidos”, permanece durante ocho semanas consecutivas en el primer lugar de las listas latinas de radio y es nombrado entre los medios latinos más reconocidos de Estados Unidos como uno de los canciones más escuchadas y premiadas de 2006.
Los sencillos que le siguieron, “Bendita tu luz” (a dúo con Juan Luis Guerra), “Manda una señal” y “Ojalá pudiera borrarte” se posicionan también en el primer lugar de las listas de popularidad, lo cual fue un logro a destacar ya que se volvió cada vez menos frecuente que de una producción musical de un artista o agrupación se conviertan en éxito más de 3 sencillos, dada la complicada situación por la que ya empezaba a atravesar la industria musical en el planeta con el aumento de las reproducciones no autorizadas en CD o DVD (reproducciones piratas) y las descargas no autorizadas por internet. Se agregaría un quinto sencillo como éxito de la banda en este álbum, “El rey tiburón”.
En noviembre de 2006 el grupo participa en la 7.ª edición de los premios Grammy Latino, donde además de actuar junto a Juan Luis Guerra con una excelente interpretación de sus éxitos, que les valió una sentida ovación de parte de los asistentes al evento y que fue uno de los momentos clímax de la velada, reciben un homenaje por su trayectoria artística y logros en la música.
En febrero de 2007 y tras recibir 5 nominaciones a los premios Billboard Latino, 4 nominaciones a los premios Lo Nuestro y una al Grammy Americano como Mejor Álbum de Rock Alternativo o Urbano, Maná inicia su gira Amar es Combatir Tour, con la mayor producción que haya tenido el grupo hasta el momento (más de 60 toneladas de equipo), la cual los llevaría a dar 116 conciertos durante un período de un año y medio.
Los conciertos de Maná en Estados Unidos y Puerto Rico, incluyeron conciertos en ciudades como San Diego, Los Ángeles, Laredo, Houston, Corpus Christi, Miami, Orlando, Nueva York, Washington, Chicago, Atlanta y San Juan de Puerto Rico. Maná se convierte en la primera banda de rock pop en español en llenar por tres noches (dos consecutivas) el Madison Square Garden de Nueva York. Destacan también sus cuatro conciertos consecutivos de lleno absoluto en el Staples Center de Los Ángeles, tres en el AmericanAirlines Arena, tres más en el Toyota Center de Houston y cuatro llenos en el Coliseo José M. Agrelot de Puerto Rico. Además de reunirse en Washington con la senadora estadounidense Hillary Clinton para compartir opiniones sobre el medio ambiente y migración, Maná recibe un reconocimiento por las más de 450.000 descargas de su ringtone “Labios compartidos”.
Su gira por Latinoamérica incluyó conciertos en Chile, Argentina, Guatemala, El Salvador, Costa Rica, Paraguay, Panamá, Venezuela, Colombia, Perú, Brasil y República Dominicana. El grupo tocó en grandes foros, de los cuales destacan los conciertos del grupo en Argentina: tres presentaciones en el Estadio Vélez de Buenos Aires así como en el Estadio Chateau Carrera de Córdoba, el Estadio Central en Rosario y el Estadio Malvinas en Mendoza. Otras presentaciones de gran relevancia fueron: Estadio Defensores del Chaco en Asunción, Estadio del Ejército en Guatemala, Estadio Mágico en San Salvador, Estadio de fútbol de Managua, Estadio Olímpico de Caracas, el parque Simón Bolívar en Bogotá, Estadio Alberto Spencer en Guayaquil, Estadio Olímpico Atahualpa en Quito, Estadio Alejandro Serrano Aguilar en Cuenca, Credicard Hall en San Paulo, Citibank Hall en Río de Janeiro, Estadio Gigantinho en Porto Alegre y el Estadio Quisquella en Santo Domingo.
Durante junio y julio de 2007 llevan su gira a España, donde rompen récords al posicionarse como el artista latino de mayor convocatoria en el país, al vender todas las localidades para sus conciertos en 15 ciudades: Zaragoza, Pamplona, Bilbao, Gijón, Santiago de Compostela, León, Barcelona, Madrid, Murcia, Alicante, Albacete, Málaga, Sevilla, Las Palmas y Tenerife.
Cabe destacar la nominación del grupo en los premios World Music Awards, realizados en Mónaco. Este premio se entrega de acuerdo a las ventas que un artista logra durante un año y donde Maná compartió escenario al lado de artistas como Celine Dion, Avril Lavigne, Rihanna y Patty Labelle, entre otros.
Entre los premios más destacados que la banda obtuvo por esta producción se encuentra un Grammy Americano en la categoría de Mejor Álbum de Rock Alternativo o Urbano, 3 galardones Lo Nuestro por Álbum de Rock del Año, Artista Rock del Año y canción Rock del Año; 2 Billboard Latinos por Álbum Rock Alternativo del Año y tema Pop Airplay del Año de Dúo o Grupo.

### Arde el cielo(2008)
La impresionante respuesta que tuvo la gira Amar es Combatir Tour fue una experiencia sorprendente para la banda, por lo que decidieron capturarla en una grabación con la cual sus seguidores pudieran recordar y revivir esos momentos. Así, la banda decide grabar dos de sus cuatro presentaciones en el Coliseo José M. Agrelot de Puerto Rico en marzo de 2007.
El 29 de abril del mismo año Maná presenta en Los Ángeles el CD/DVD llamado Arde el cielo, el cual fue grabado durante el Amar es Combatir Tour.
El material contiene 12 temas en directo que representan y repasan la historia de Maná, desde “Rayando el sol” a “Labios compartidos”, pasando por “El rey” y canciones tan conocidas como “En el muelle de San Blas" o “Vivir sin aire”, así como dos temas inéditos grabados en estudio. El primero de estos temas inéditos es "Si no te hubieras ido", una canción de Marco Antonio Solís ya versionada por otros artistas pero en la que Maná supo poner su peculiar sello. El segundo tema inédito del CD es "Arde el cielo" un tema compuesto por Fher y producido en conjunto con Álex González. Ambos temas serían éxitos en 2008.
Los premios Billboard Latinos reconocieron esta producción otorgándole al grupo 4 galardones en las categorías de Canción Del Año por Grupo o Dúo y Tema Pop Airplay del Año por “Si no te hubieras ido”, Álbum pop de año por Grupo o Dúo y Álbum de rock alternativo del año por Arde el Cielo.

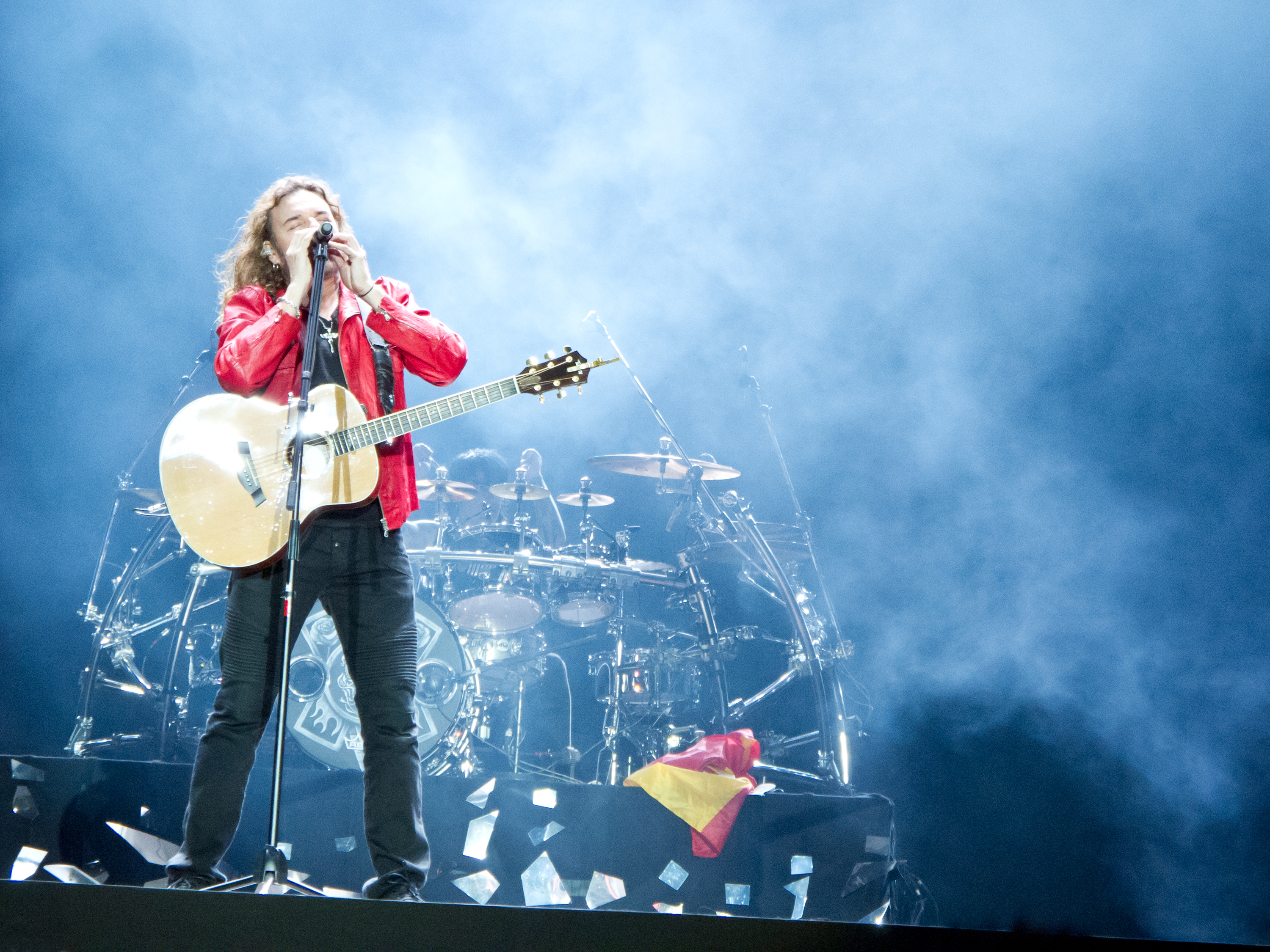
Concierto en Rock in Rio Madrid 2012.

### Drama y luz(2011)
Drama y luz representa un hito en la trayectoria artística de Maná. Se trata de un álbum gestado durante más de 1000 días con sus respectivas mil y una noches.
El proyecto comenzó a tomar forma en junio de 2008 y culminó a principios de abril de 2011. Durante esos 34 meses fueron compuestas, arregladas y grabadas en demo más de cuarenta canciones. Solo una rigurosa selección de trece vieron la luz.
El proceso de gestación y grabación de Drama y Luz ha permitido una sorprendente conjunción de talentos en afortunadas circunstancias. De los demos a los tracks definitivos, Drama y Luz se ha cocinado sin prisas en prestigiosos estudios de grabación como Energy, Ocean Studios, Conway Studios, Ocean Way y los estudios de Jim Henson en Los Ángeles o The Hit Factory en la ciudad de Miami. Reúne por primera vez en el mismo álbum a Benny Facconne y Thom Russo, dos renombrados ingenieros de sonido que han sido determinantes en la discografía de Maná.
Además de la banda, los músicos de sesión y los invitados especiales, Drama y Luz cuenta con la participación de una orquesta de cuerdas y metales de 32 integrantes bajo la dirección y con los arreglos de Suzie Katayama, maestra del chelo y el acordeón y quien ha colaborado con artistas como Joe Cocker, Madonna, Bon Jovi, Mötley Crüe, Portishead o Limp Bizkit, entre muchos otros.
Entre los invitados especiales figuran además el percusionista Luis Conte (Poncho Sánchez, Natalie Cole, Julian Lennon, Sergio Mendes o Roger Waters, entre otros) y Tommy Morgan, un auténtico virtuoso de la armónica que ha colaborado con artistas como Elvis Presley, The Beach Boys, Roy Orbison o Carpenters.
El primer sencillo de Drama y Luz es “Lluvia al corazón”, un tema que lleva un mensaje de esperanza ante los nubarrones de un futuro incierto por vivir en un planeta medio muerto. En mitad de una mar adolorida, la lluvia cae y lava las heridas, llevándose consigo el sufrimiento. La esperanza es nuestro derecho y a veces nuestro último recurso. De eso trata “Lluvia al corazón” un tema que habla de esperanza en un momento en que la humanidad no debe perder la fe.
El segundo sencillo es “Amor clandestino” un tema que se convirtió en otro nuevo éxito de Maná. El tercer sencillo llamado “El verdadero amor perdona” es otro éxito que ya suena en la radios pero en su versión con Prince Royce, que alcanzó los primeros lugares en latín songs y latín pop songs. Su cuarto y último sencillo de esta producción Drama y Luz es llamado “Mi reina del dolor”, un tema que no es tan conocido como los sencillos anteriores pero que de a poco ha estado escalando fama por su gran ritmo, guitarras y batería.

### Exiliados en la bahía(2012)
Exiliados en la bahía es un recopilatorio que salió a la venta el 28 de agosto de 2012 en el cual incluyen los éxitos que la banda ha tenido a través de sus más de 20 años de carrera artística, cuenta con dos temas en vivo, Lluvia al corazón y El verdadero amor perdona que fueron grabados en el Drama y luz World Tour en Buenos Aires, Argentina. El primer sencillo es Hasta que te conocí, una versión de Juan Gabriel. Contiene también un tema inédito, "Un nuevo amanecer".

### Cama incendiada(2015)
Este es el noveno álbum de estudio (y undécimo en general) de la banda. Fue lanzado a la venta el 21 de abril de 2015. El primer sencillo fue Mi verdad que cuenta con la colaboración de la cantante colombiana Shakira, el segundo sencillo fue La prisión, tema del cual el 24 de julio de 2015, salió una versión de electrónica con el Dj estadounidense Steve Aoki, rompiendo por completo con los esquemas musicales que nos tenía acostumbrado la banda. El tercer sencillo del disco es el tema Ironía, cuyo video oficial fue estrenado el 12 de octubre.
Años después, la banda es confirmada como grupo invitado para lo que será la edición 2024 del connotado Festival Internacional de la Canción de Viña del Mar, luego de bajarse de la edición 2023 de este festival debido al estado de salud de su vocalista.

## Miembros

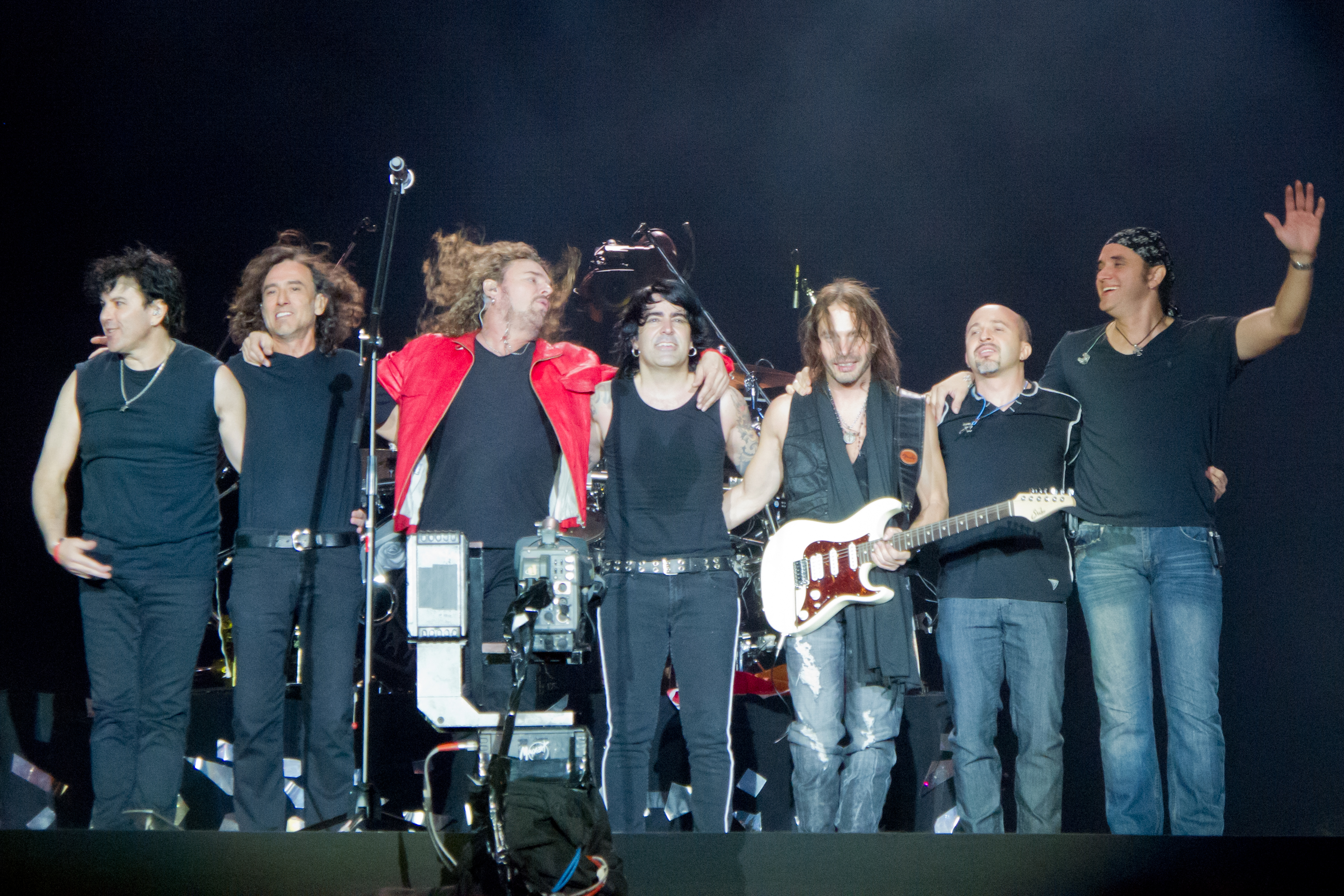
Miembros y banda adicional de Maná en 2012.

### Formación de Sombrero Verde (1981-1986)

#### Miembros principales
- Fher Olvera: voz principal, guitarra acústica y guitarra eléctrica
- Álex González: batería
- Gustavo Orozco: guitarra eléctrica
- Juan Calleros: bajo eléctrico y bajo acústico
- Ulises Calleros: guitarra eléctrica y coros
- Abraham Calleros: batería y percusión

#### Personal adicional
- Adolfo Días: Saxofón
- Raúl Garduño: Teclados
- Memo Espinoza: Trompeta
- José Villar: Trompeta
- Matías Soria: Quena
- Juan Carlos Toribio: Teclados

### Formaciones de Maná (desde 1987)

#### 1987-1989
- Fher Olvera: voz, guitarra y armónica (1981-presente)
- Juan Calleros: bajo (1981-presente)
- Ulises Calleros: Guitarra eléctrica (1981-1992)
- Álex González: batería, voz, coros y  percusiones (1984-presente)

#### 1990-1992
- Fher Olvera: voz, guitarra y armónica (1981-presente)
- Juan Calleros: bajo (1981-presente)
- Ulises Calleros: Guitarra eléctrica (1981-1992)
- Álex González: batería, voz, coros y  percusiones (1984-presente)
- Iván González: Teclados (1990-1994)

#### 1992-1994
- Fher Olvera: voz, guitarra y armónica (1981-presente)
- Juan Calleros: bajo (1981-presente)
- César López "Vampiro": Guitarra eléctrica (1992-1994)
- Álex González: batería, voz, coros y  percusiones (1984-presente)
- Iván González: Teclados (1990-1994)

#### 1994
- Fher Olvera: voz, guitarra y armónica (1981-presente)
- Juan Calleros: bajo (1981-presente)
- Gustavo Orozco: Guitarra eléctrica (1981-1986, 1994)
- Álex González: batería, voz, coros y  percusiones (1984-presente)
- Juan Carlos Toribio, teclados y flauta travesera (Maná en vivo al presente).
- Sheila Ríos, coros (1994 al 2013).

#### 1995-1998
- Fher Olvera: voz, guitarra y armónica (1981-presente)
- Juan Calleros: bajo (1981-presente)
- Sergio Vallín: guitarra eléctrica y coros (1994-presente)
- Álex González: batería, voz, coros y  percusiones (1984-presente)
- Juan Carlos Toribio, teclados y flauta travesera (Maná en vivo al presente).
- Luis Conte, percusiones (MTV Unplugged y Drama y luz, 1999).
- Sheila Ríos, coros (1994 al 2013).

#### 1999-2005
- Fher Olvera: voz, guitarra y armónica (1981-presente)
- Juan Calleros: bajo (1981-presente)
- Sergio Vallín: guitarra eléctrica y coros (1994-presente)
- Álex González: batería, voz, coros y  percusiones (1984-presente)
- Juan Carlos Toribio, teclados y flauta travesera (Maná en vivo al presente).
- Carlos Santana, guitarra (Revolución de amor).
- Luis Conte, percusiones (MTV Unplugged y Drama y luz, 1999).
- Fernando Vallín, 2.ª guitarra y coros desde 1999 (Revolución de amor al presente).
- Sheila Ríos, coros (1994 al 2013).

#### 2007-2013
- Fher Olvera: voz, guitarra y armónica (1981-presente)
- Juan Calleros: bajo (1981-presente)
- Sergio Vallín: guitarra eléctrica y coros (1994-presente)
- Álex González: batería, voz, coros y  percusiones (1984-presente)
- Juan Carlos Toribio, teclados y flauta travesera (Maná en vivo al presente).
- Luis Conte, percusiones (MTV Unplugged y Drama y luz, 1999).
- Fernando Vallín, 2.ª guitarra y coros desde 1999 (Revolución de amor al presente).
- Héctor Quintana, coros y percusión (2007 al presente).
- Sheila Ríos, coros (1994 al 2013).

#### 2014-act
- Fher Olvera: voz, guitarra y armónica (1981-presente)
- Juan Calleros: bajo (1981-presente)
- Sergio Vallín: guitarra eléctrica y coros (1994-presente)
- Álex González: batería, voz, coros y  percusiones (1984-presente)
- Juan Carlos Toribio, teclados y flauta travesera (Maná en vivo al presente).
- Fernando Vallín, 2.ª guitarra y coros desde 1999 (Revolución de amor al presente).
- Héctor Quintana, coros y percusión (2007 al presente).

#### Exmiembros
- Ulises Calleros: Guitarra eléctrica (1981-1992)
- Abraham Calleros: Batería (1981-1984)
- Gustavo Orozco: Guitarra eléctrica (1981-1986, 1994)
- César López "Vampiro": Guitarra eléctrica (1992-1994)
- Iván González: Teclados (1990-1994)

## Colaboraciones
- Luis Conte, percusiones (MTV Unplugged y Drama y luz, 1999).
- Fernando Vallín, 2.ª guitarra y coros desde 1999 (Revolución de amor al presente).
- Héctor Quintana, coros y percusión (2007 al presente).
- Álex Lora, voz (Falta amor).
- Juan Luis Guerra, voz (Amar es combatir).
- Juan Carlos Toribio, teclados y flauta travesera (Maná en vivo al presente).
- Carlos Santana, guitarra (Revolución de amor).
- Zucchero, voz (Revolución de amor Deluxe).
- Rubén Blades, voz (Revolución de amor).
- Prince Royce, el verdadero amor perdona (2011, Drama y luz).
- Aaron Alberto Barrios - guitarra/coros, invitado al grupo (2012).
- Sheila Ríos, coros (1994 al 2013).
- Shakira, voz (Cama incendiada).
- Steve Aoki, Remezcla (La Prisión Remix) (Cama incendiada).
- Nicky Jam, voz (De pies a cabeza).
- Pablo Alborán, voz (Rayando el sol, 2019).
- Sebastián Yatra, voz (No ha parado de llover, 2020).
- Jesse & Joy, voz (Eres mi religión, 2021).

## Fundación Selva Negra
Maná constituyó la Fundación Selva Negra en 1995 con la dirección de Mari González y Augusto Benavides para financiar y apoyar importantes proyectos destinados a proteger el medio ambiente. También recibió el apoyo del Gobierno de México en sus esfuerzos para salvar a la tortuga marina, mediante el aumento y el cuidado de 140.000 huevos de tortuga para su liberación en la costa pacífica del país. El 7 de abril de 2008, Maná y la Fundación Selva Negra fueron nombrados Campeones de la Salud por la Organización Panamericana de la Salud (OPS), durante la celebración del Día Mundial de la Salud en 2008 en la sede de la OPS en Washington.

## Posiciones políticas
El 29 de marzo de 2007, el Canal 4 de Puerto Rico (WAPA), reportó que los integrantes de Maná expresaron su apoyo público a la causa de la independencia de Puerto Rico. Después de anunciar dicha noticia, el Canal 4 (WAPA) transmitió una entrevista mediante la cual Maná confirmó lo reportado anteriormente, al ser entrevistados por el periodista puertorriqueño Rafael Lenín López. A saber, a través de las imágenes transmitidas, se ve cuando un integrante de Maná apoyó —en nombre de todos los integrantes del grupo musical— el ideal independentista de Puerto Rico.
En abril de 2007, el vocalista del grupo, Fher Olvera, destacó que Maná no está ni a favor ni en contra de la despenalización del aborto, destacando, sin embargo, el retraso en la educación sexual en México y afirmando que "la Iglesia siempre se ha rehusado a las iniciativas anticonceptivas y de educación sexual", por lo que "era tiempo de dar una cachetada grande a los conservadores para que se pongan a trabajar en la educación sexual". Dichas declaraciones fueron consideradas por algunos medios de difusión como "alabanzas a la despenalización del aborto" en México. Sin embargo, el grupo musical consideró indignante que la controversia dividiera a la población mexicana, asegurando que antes de caer en esa solución debería haber una cultura de prevención con mejor educación sexual y acceso a los anticonceptivos.
La canción "Cuando los ángeles lloran" está dedicada a Chico Mendes, humilde cauchero del Brasil, convertido en baluarte internacional de la defensa del medio ambiente (iniciando así la postura ambientalista de la banda) y, en especial, de la Amazonia, quien murió asesinado en 1988.
La canción "La Sirena" habla acerca de los cubanos que arriesgaban su vida en el mar para escapar a Estados Unidos del entonces régimen de Fidel Castro en la isla.
Fher Olvera, vocalista del grupo, dijo en una entrevista que "el boicot a Sanz es dictadura", refiriéndose al impedimento de cantar que puso el Gobierno bolivariano de Venezuela a Alejandro Sanz en este país durante una de sus giras, al manifestar este su postura de rechazo a dicho gobierno.
En septiembre de 2024, decidieron retirar de las plataformas digitales la canción hecha en colaboración con Nicky Jam, esto después de que éste manifestara su apoyo a Donald Trump.

## Embajador de Buena Voluntad de la FAO
La Organización de las Naciones Unidas para la Agricultura y la Alimentación (FAO), conduce las actividades internacionales encaminadas a erradicar el hambre. La FAO se fundó el 16 de octubre de 1945 en la ciudad de Quebec, Canadá. El programa de embajadores de buena voluntad de la FAO se inició en 1999. En el 16 de octubre de 2003, el grupo Maná fue nombrado Embajador de Buena Voluntad de la Organización de las Naciones Unidas para la Agricultura y la Alimentación (FAO).

## Discografía

### Álbumes de estudio como Sombrero Verde
- 1981: Sombrero verde
- 1983: A tiempo de rock

### Álbumes de estudio como Maná
- 1987: Maná
- 1990: Falta amor
- 1992: ¿Dónde jugarán los niños?
- 1995: Cuando los ángeles lloran
- 1997: Sueños líquidos
- 2002: Revolución de amor
- 2006: Amar es combatir
- 2011: Drama y luz
- 2015: Cama incendiada
- 2025: Noches de cantina

### Álbumes en directo
- 1994: Maná En Vivo
- 1999: Maná MTV Unplugged
- 2008: Arde El Cielo

### Recopilatorios
- 2000: Todo Grandes Éxitos
- 2001: Grandes
- 2001: Combinaciones Premiadas (álbum compartido con Los Enanitos Verdes de Argentina, con 5 grandes éxitos de cada banda)
- 2002: Remixes (solo para México)
- 2003: Esenciales
- 2007: Crónicas: Maná
- 2012: Exiliados en la bahía
- 2013: Você é Minha Religião (edición en portugués)

### Conjunto de Discos
- 2001: Lo Esencial de Maná
- 2002: 100% Maná
- 2013: Studio Albums 1990-2011

### Sencillos
| - "Robot" - "Mentirosa" - "Queremos paz" - "Rayando el sol" - "Buscándola" - "Perdido en un barco" - "Estoy agotado" - "Oye mi amor" - "Como te deseo" - "Vivir sin aire" - "De pies a cabeza" - "Te lloré un río" - "Cachito" - "Cómo diablos" - "¿Dónde jugarán los niños?" - "Me Vale" - "Déjame entrar" - "No ha parado de llover" - "Hundido en un rincón" - "El reloj cucú" - "Como un perro enloquecido" - "Clavado en un bar" - "Hechicera" - "Como dueles en los labios" - "En el muelle de San Blas" - "Como te extraño corazón" - "Se me olvidó otra vez" - "Te solte la rienda" - "Cachito" - "Corazón Espinado" con Carlos Santana - "Ángel de amor" - "Eres mi religión" - "Eres mi religión" con Zucchero - "Mariposa traicionera" - "Justicia, tierra y libertad" con Carlos Santana | - "Sábanas frías" con Rubén Blades" - "Te llevaré al cielo" - "Baila morena" - "Labios compartidos" - "Bendita tu luz" - "Manda una señal" - "Ojalá pudiera borrarte" - "El rey tiburón" - "Si no te hubieras ido" - "Arde el cielo" - "Lluvia al corazón" - "Amor clandestino" - "El verdadero amor perdona" - "El verdadero amor perdona" con Prince Royce - "Mi reina del dolor" - "Hasta que te conocí" - "Mi Verdad" con Shakira - "La Prisión" - "Ironía" - "Adicto a tu amor" - "De pies a cabeza" con Nicky Jam - "El Gladiador Mexicano (Vamos México)" - "Rayando El Sol" con Pablo Alborán - "No Ha Parado De Llover" con Sebastián Yatra - "Eres mi religión" con Joy Huerta - "El reloj cucú" con Mabel - "Mariposa Traicionera" con Alejandro Fernández - "Te Lloré Un Río" con Christian Nodal - "Amor Clandestino" con Edén Muñoz - "Ojalá Pudiera Borrarte" con Marco Antonio Solís |

## Giras musicales
- 1990-1991: Gira falta amor[22]
- 1993-1994: ¿Dónde jugarán los niños? Tour[23]
- 1995-1996: Gira Cuando los ángeles lloran[24]
- 1998: Líquido Tour[25]
- 1999: Unplugged U.S. Tour
- 2002–2003: Revolución de Amor Tour
- 2007–2008: Amar es Combatir Tour
- 2011-2014: Drama y luz World Tour
- 2015-2016: Cama incendiada tour
- 2016-2017: Latino power tour
- 2019-2020: Rayando el sol Tour
- 2022-2025: Maná: la residencia
- 2022-2024: México lindo y querido Tour
- 2025-2026: Vivir sin aire Tour